# Sotnia UPA U-3

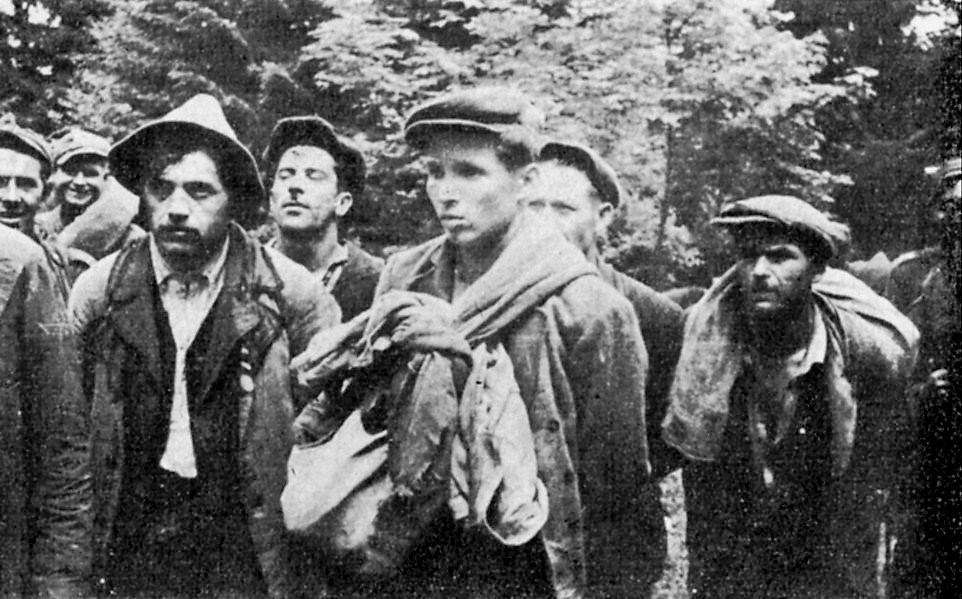
Członkowie sotni Bira ujęci przez żołnierzy Ludowego Wojska Polskiego w rejonie Zatwarnicy. Jesień 1946

Sotnia Bira – jedna z formacji, będąca częścią kurina „Rena”, oddział UPA, operujący na terenie Bieszczadów do roku 1951, działający w oparciu o zamieszkałą tam ludność ukraińską (głównie bojkowską) pod dowództwem Wasyla Szyszkanynecia (Iwan Kozieryński) ps. „Bir”. W sotni tej znaleźli się między innymi niektórzy członkowie Ukrainische Hilfpolizei z Lutowisk, ale również około 30 byłych żołnierzy rozbitej w bitwie pod Brodami dywizji SS „Hałyczyna”.